# Jeleni
Jeleni (Cervinae) jsou podčeleď jelenovitých. Většina rodů z podčeledi se česky nazývá jelen (podrobnosti viz níže).
V širším smyslu zahrnuje podčeleď i to, co je v jiných systémech v podčeledi mundžaky (Muntiacinae). Dříve byl rozšířeným zástupcem v Eurasii vyhynulý rod Eucladoceros.

## Charakteristika
Typickým znakem jsou parohy, které periodicky (v létě) narůstají samcům, a které shazují na podzim po skončení říje. S věkem samce se zvětšuje jeho hříva i velikost paroží. Charakteristický je i chybějící žlučový váček a kožní pachové žlázy sloužící ke komunikaci mezi jedinci druhu.

## Systematika (Cervinae v užším smyslu)
Podčeleď jeleni (Cervinae):
- Rod †Tamanalces
- ? Rod †Torontoceros
- Skupina † Pliocervini
  - Rod †Cervavitus
  - Rod †Pliocervus
- Skupina † Megacerini
  - Rod †Praesinomegaceros
  - Rod †Arvernoceros
  - Rod †Neomegaloceros
  - Rod †Sinomegaceros (Sinomegaceroides)
  - Rod †Psekupsoceros
  -  ? Rod †Orchonoceros
  - Rod †Praemegaceros (Praerangifer, Orthogonoceros)
  -  ? Rod †Megaceroides
  - Rod †Candiacervus
  - Rod †Megaloceros (Megaceros, Praedama, Dolichodoryceros) - jelen
  - Rod †Allocaenelaphus
  - Rod †Nesoleipoceros
- Skupina Cervino
  - Rod †Eucladocerus (Polycladus)
  - Rod †Croizetoceros
  - Rod †Sangamon
  - Rod Dama - daněk
  - Rod Elaphurus – jelen – jediný druh jelen milu (Elaphurus davidianus)
  - Rod Axis - axis/ jelen
  - Rod Cervus – jelen [v širším smyslu]:
    - Rod Rucervus - jelen (včetně rodů Panolia – jelen a Thaocervus – jeleň)
    - Rod Rusa – jelen / sambar
    - Rod Przewalskium - jelen (?)
    - Rod Cervus - jelen [v užším smyslu] (včetně rodu Sika – jelen / sika)

V systémech z období zhruba před 80. lety 20. století – ale opětovně i v některých systémech ze začátku 21. století – se do rodu Cervus (v nejširším smyslu) zařazují i rody Axis anebo Elaphurus anebo Dama.